# Ludwigslust
Ludwigslust és una ciutat situada al land alemany de Mecklemburg-Pomerània Occidental a la riba del riu Rögnitz. Es troba a quaranta quilòmetres al sud de la capital de l'estat, Schwerin. A la fi del 2010 tenia 12.319 habitants, una pèrdua de 648 en només de 6 anys, el 2004 encara eren 12.967. Fins al 4 de setembre de 2011 era la capital del districte homònim, que aleshores va fusionar amb el districte de Parchim per a formar el districte de Ludwigslust-Parchim, del qual la ciutat de Parchim és la capital..

## Història
Històricament parlant, la ciutat de Ludwigslust és una ciutat relativament jove. L'any 1724, el príncep Lluís de Mecklenburg-Schwerin, fill del duc sobirà, decidí crear una reserva de caça a les terres que actualment ocupa la ciutat. A aquesta reserva s'hi afegí un seguit de construccions palatines que havien de donar serveis a les persones que acompanyaven al príncep de cacera. El recinte rebé el nom de Klenow.
Anys després, la família ducal es traslladà a la residència de Klenow i el mateix duc Lluís construí una residència anomenada Ludwislust. Així, el 1765, sota el regnat del duc Cristià II Lluís de Mecklenburg-Schwerin, la ciutat esdevingué la capital del ducat en lloc de Schwerin. Aquest fet propicià l'expansió de la ciutat que afavorida per la gràcia ducal cresqué a costa de l'antiga capital. Aquesta situació perdurà fins a l'any 1837 quan el gran duc Pau Frederic I de Mecklenburg-Schwerin retornà la capitalitat a Schwerin.

## Llocs d'interès
- El castell. Residència d'estil barroc construït al llarg del període 1772 - 1776 seguint els plans de l'arquitecte Johann Joachim Busch. Conegut popularment com el Petit Versalles de Mecklenburg. El palau està ubicat en una gran parc de nom Schlosspark de més de 120 hectàrees i d'estil anglès.
- L'església municipal. Construïda entre 1765 i 1770 seguint l'estil neoclàssic amb certes influències barroques. El pòrtic adossat de sis columnes dòriques li donen l'aparença d'un temple grec.

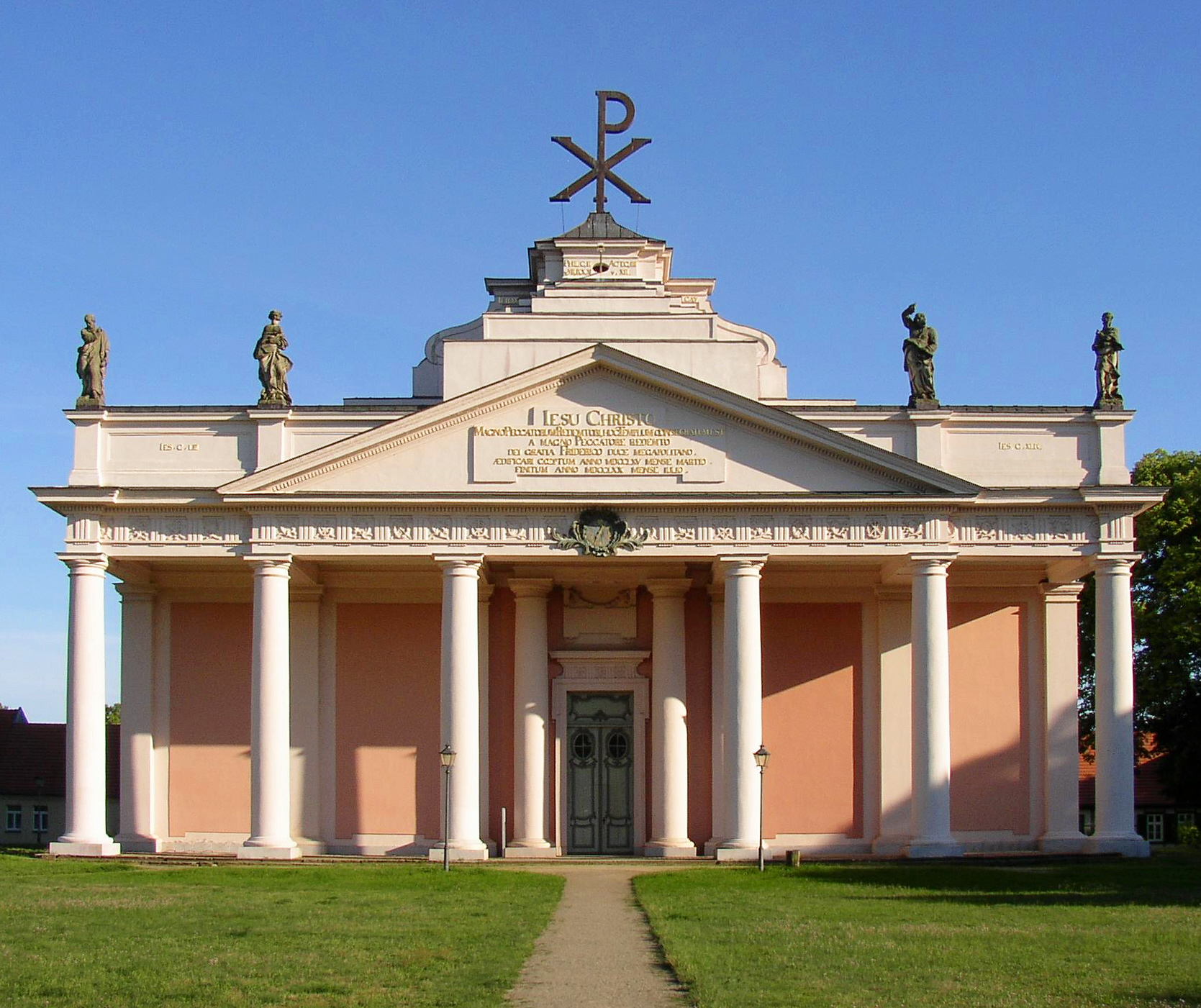
L'església
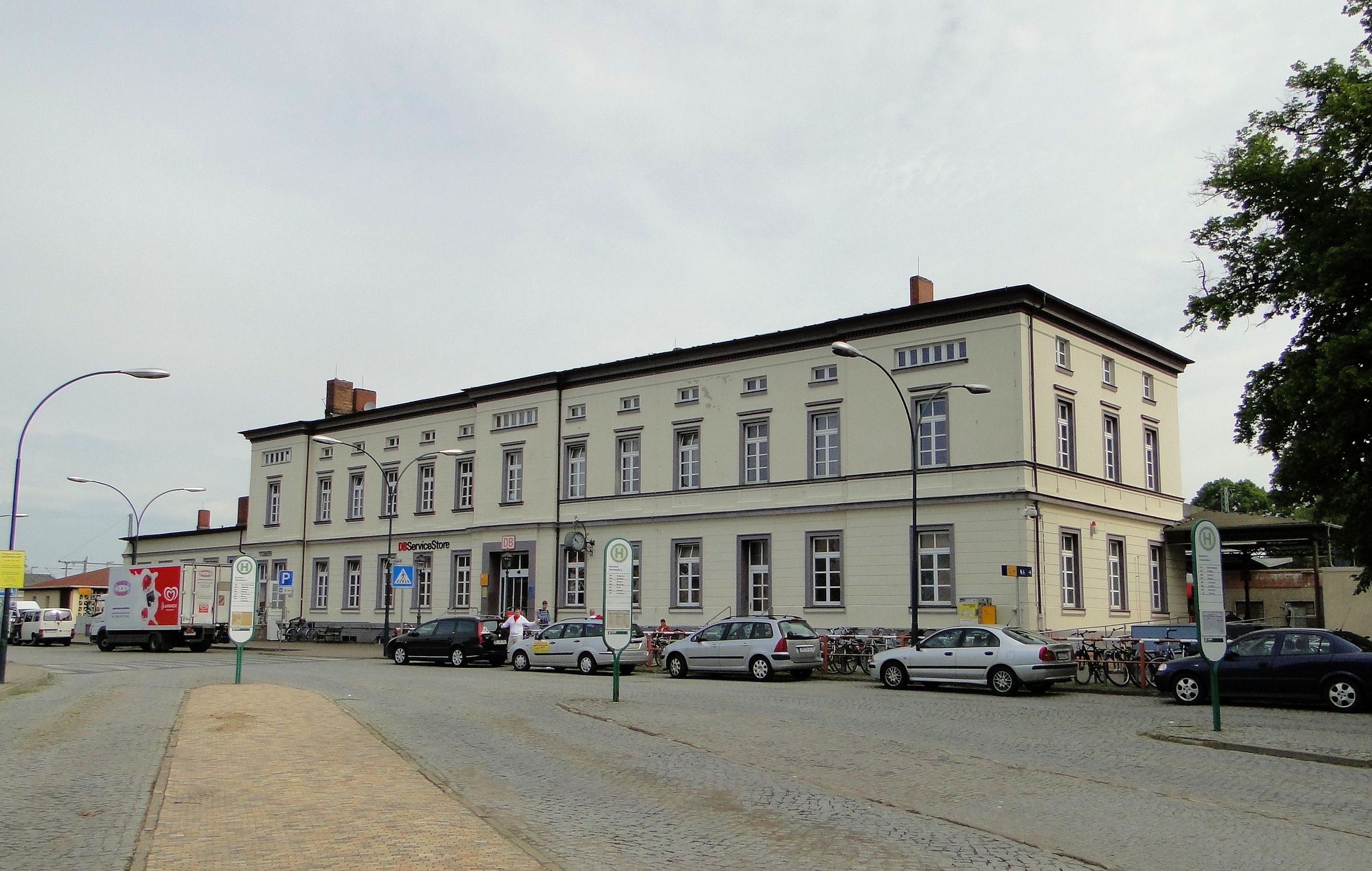
L'estació
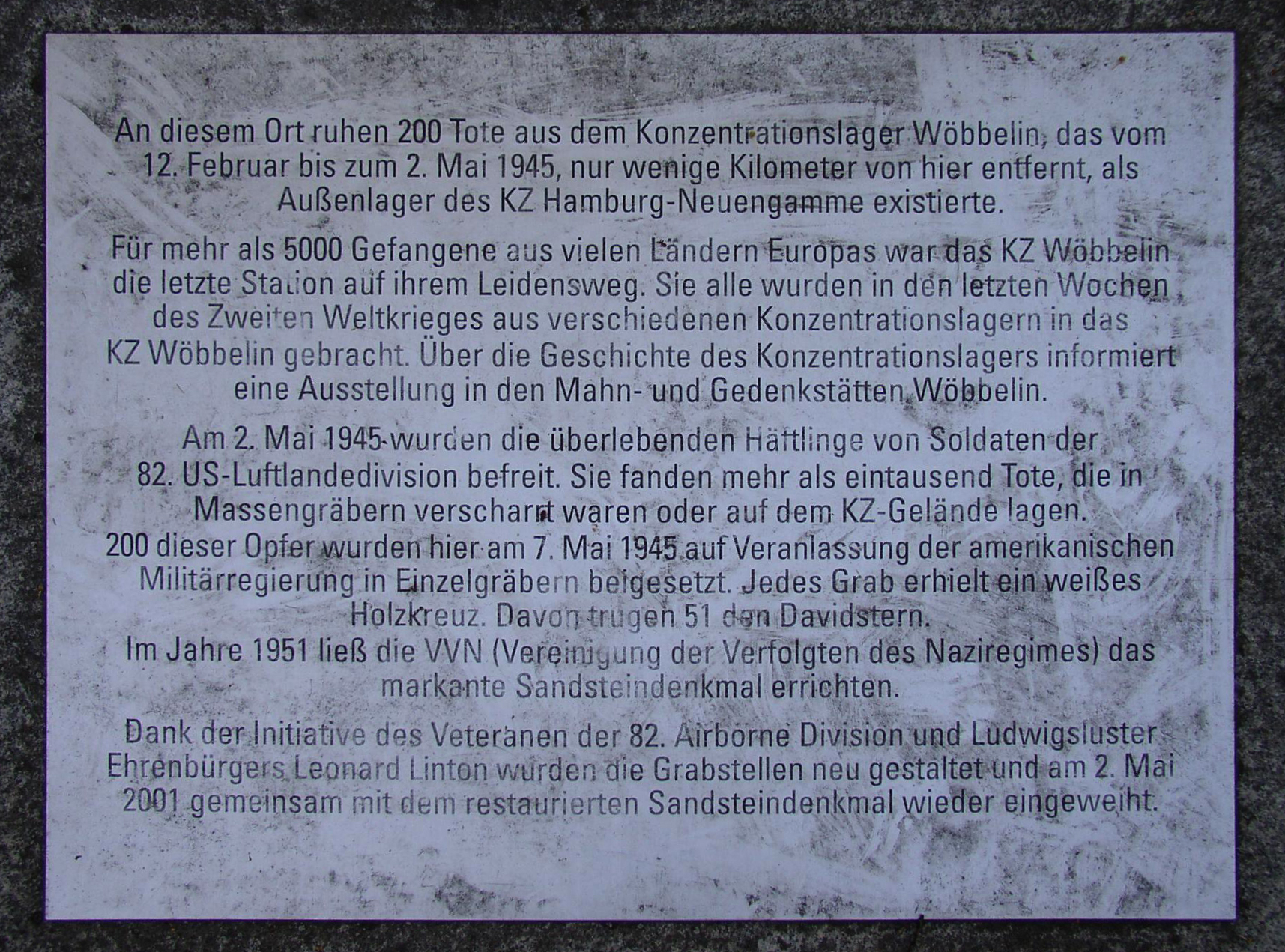
Placa commemorativa dels morts al Camp de concentració de Wöbbelin, una dependència de Neuengamme
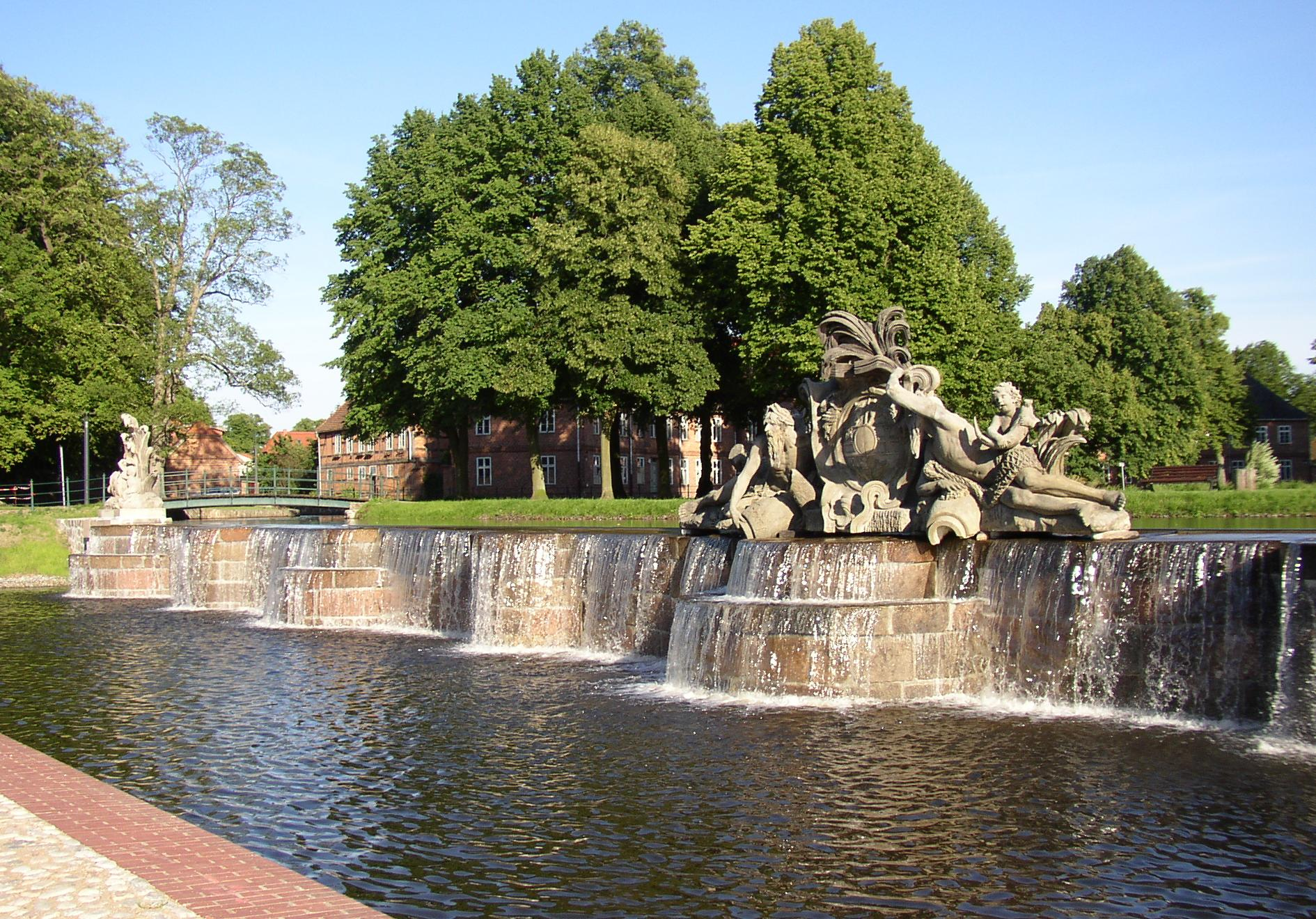
Cascada al riu Rögnitz

### Ciutats agermanades
- Ahrensburg (Slesvig-Holstein)
- Kamskoje Ustje (Tatarstan)
- Muscatine (Iowa)